# Supporterklubben Änglarna
Supporterklubben Änglarna är en fristående supporterklubb som bildades 1969 och vars syfte är att på alla sätt stödja IFK Göteborg.
Supporterklubben Änglarna ger bland annat ut medlemstidningen Blått & vitt, stödjer aktiv läktarkultur och arrangerar resor till bortamatcher.
Även om supporterklubben formellt bildades år 1969, brukar 1973 anges som födelseåret då det var först då klubben blev aktiv.